# Andrea de Cesaris

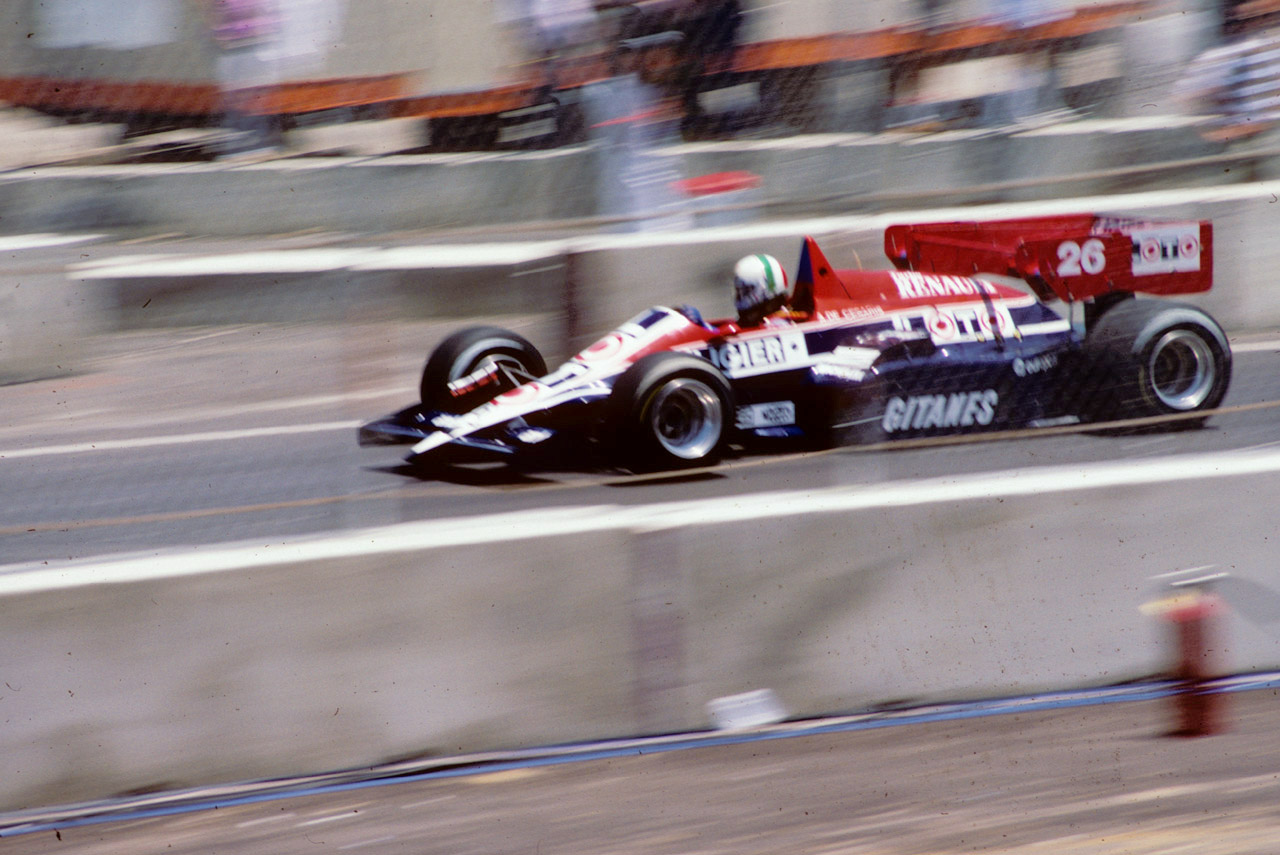
Andrea de Cesaris podczas Grand Prix Stanów Zjednoczonych w 1984 roku

Andrea de Cesaris (ur. 31 maja 1959 w Rzymie, zm. 5 października 2014 tamże) – włoski kierowca Formuły 1. Znany z dużej liczby wypadków (stąd złośliwie zwany „Andrea de Crasheris”, ang crash – wypadek), słynął również z umiejętności blokowania innych kierowców (stąd zwany przez niektórych z nich "ruchomą zaporą drogową"). Posiadacz rekordu największej liczby wyścigów bez zwycięstwa (208).

## Kariera
De Cesaris wielokrotnie zdobywał tytuły mistrzowskie, gdy ścigał się w kartingu. Następnie ścigał się w Brytyjskiej Formule 3, gdzie, z powodu dużej liczby wypadków nie był w stanie wywalczyć tytułu mistrzowskiego. Następnie trafił do Formuły 2, do zespołu Rona Dennisa Project 4.
W Formule 1 debiutował w sezonie 1980 w Alfie Romeo podczas Grand Prix Kanady. Nie ukończył tego wyścigu z powodu awarii silnika. W tamtym sezonie wystartował jeszcze w Grand Prix Stanów Zjednoczonych, gdzie na 2 okrążeniu miał wypadek.
W sezonie 1981 jeździł w McLarenie. Zdobył wtedy jeden punkt (w Grand Prix San Marino); dla porównania, jego kolega z teamu, John Watson, zdobył w tamtym sezonie punktów 27.
Sezon 1982 spędził ponownie w Alfie Romeo. W Grand Prix Stanów Zjednoczonych Zachód zdobył swoje pierwsze i jedynie pole position, czym przeszedł do historii jako najmłodszy zdobywca pole position (ten rekord pobił dopiero podczas Grand Prix Belgii w sezonie 1994 Rubens Barrichello). Wyścigu tego nie ukończył, ale podczas Grand Prix Monako zdobył swoje pierwsze podium (trzecie miejsce). Kolejny punkt zdobyty w Grand Prix Kanady dały mu na koniec sezonu 5 punktów i 17. miejsce w klasyfikacji generalnej.
Następny sezon spędził również w Alfie Romeo. Dzięki drugim miejscom w Grand Prix Niemiec i RPA oraz czwartemu miejscu w Grand Prix Europy zdobył łącznie 15 punktów i 8. miejsce na koniec sezonu.
W sezonie 1984 de Cesaris jeździł we francuskim teamie Ligier. Zdobył w nim 3 punkty (za 5. miejsce w Grand Prix RPA i 6 w Grand Prix San Marino), co dało mu 18. miejsce w klasyfikacji końcowej. W sezonie 1985 również jeździł w Ligierze, również zdobył 3 punkty (za 4. miejsce w Grand Prix Monako), ale tym razem zajął na koniec sezonu 17. miejsce.
Przed sezonem 1986 przeszedł do Minardi. Sezon ten był do Włocha katastrofalny – nie ukończył 14 wyścigów, do jednego się nie zakwalifikował, a ukończył zaledwie jeden – Grand Prix Meksyku na 8. miejscu.
W sezonie 1987 jeździł w teamie Brabham. Punktował tylko w jednym wyścigu, ale za to na podium – miało to miejsce w Grand Prix Belgii. 4 punkty zapewniły mu 14. miejsce w klasyfikacji łącznej.
Sezon 1988 spędził jako jedyny kierowca zespołu Rial. 3 punkty za czwarte miejsce w Grand Prix USA – Wschód dały mu 15. miejsce na koniec sezonu.
Lata 1989 i 1990 spędził w zespole Scuderia Italia. W pierwszym sezonie startów w nim zdobył 4 punkty (za 3. miejsce w Grand Prix Kanady), co dało mu 16. miejsce w końcowej klasyfikacji. Drugi sezon ukończył bez punktów.
W sezonie 1991 jeździł dla zespołu Jordan. Do pierwszego wyścigu nie prekwalifikował się, ale później zdobywał czwarte miejsca w Kanadzie i Meksyku, piąte w Niemczech i szóste we Francji dały mu, dzięki 9 punktom, dziewiąte miejsce w klasyfikacji generalnej.
W latach 1992 i 1993 jeździł w zespole Tyrrell. W roku 1992 zdobył 8 punktów (z powodu piątych miejsc w Grand Prix Meksyku i Kanady, czwartego w Grand Prix Japonii i szóstego w Grand Prix Włoch). W sezonie 1993 nie zdobył ani jednego punktu.
Na początku sezonu 1994 nie miał kontraktu z żadnym zespołem, ale po Grand Prix Pacyfiku został zatrudniony na dwa wyścigi w miejsce kontuzjowanego Eddiego Irvine'a (zdobył 4. miejsce w Grand Prix Monako). Po Grand Prix Hiszpanii zastąpił w Sauberze kontuzjowanego Karla Wendlingera. Dla tego teamu zdobył 1 punkt za szóste miejsce w Grand Prix Francji. Łącznie w sezonie zdobył 4 punkty i 19. miejsce w klasyfikacji generalnej. Po roku 1994 wycofał się z Formuły 1.
Następnie pracował jako makler w Monte Carlo. Zginął w wypadku motocyklowym 5 października 2014 roku

## Wyniki w Formule 1
| Legenda oznaczeń w tabelach wyników Wyświetl szablon na nowej stronie | Legenda oznaczeń w tabelach wyników Wyświetl szablon na nowej stronie                                                                     |
| Oznaczenie                                                            | Wyjaśnienie |
| --------------------------------------------------------------------- | --- |
| Złoty                                                                 | Zwycięzca lub mistrzostwo |
| Srebrny                                                               | 2. miejsce lub wicemistrzostwo |
| Brązowy                                                               | 3. miejsce lub II wicemistrzostwo |
| Zielony                                                               | Ukończył, punktował (w klasyfikacji generalnej, gdy zdobył co najmniej jeden punkt na przestrzeni sezonu, poza trzema powyższymi opcjami) |
| Niebieski                                                             | Ukończył, nie punktował (w klasyfikacji generalnej, gdy nie zdobył co najmniej jednego punktu na przestrzeni sezonu)                      |
| Czerwony                                                              | Nie zakwalifikował się (NZ) |
| Czerwony                                                              | Nie prekwalifikował się (NPK) |
| Różowy                                                                | Nie ukończył (NU) |
| Różowy                                                                | Niesklasyfikowany (NS) (w klasyfikacji generalnej, gdy nie został sklasyfikowany w żadnym wyścigu sezonu)                                 |
| Czarny                                                                | Zdyskwalifikowany (DK) |
| Czarny                                                                | Wykluczony (WYK/EX) |
| Biały                                                                 | Nie wystartował (NW) |
| Biały                                                                 | Kontuzjowany (K/INJ) |
| Biały                                                                 | Wyścig odwołany (OD/C) |
| Bez koloru                                                            | Został wycofany (WYC/WD) |
| Bez koloru                                                            | Nie przybył (NP/DNA) |
| Bez koloru                                                            | Nie brał udziału w treningach (NT/DNP) |
| Bez koloru                                                            | Nie został zgłoszony (–) |
| Pogrubienie                                                           | Start z pole position |
| Kursywa                                                               | Najszybsze okrążenie wyścigu |
| †                                                                     | Nie ukończył, ale jego rezultat został zaliczony ze względu na przejechanie więcej niż 90% dystansu wyścigu.                              |
| *                                                                     | Sezon w trakcie |
| 1/2/3                                                                 | Punktowana pozycja w sprincie kwalifikacyjnym                                                                                             |
| Lista systemów punktacji Formuły 1                                    | |

| Rok  | Zespół                         | Samochód        | Silnik                             | Wyniki w poszczególnych eliminacjach | Wyniki w poszczególnych eliminacjach | Wyniki w poszczególnych eliminacjach | Wyniki w poszczególnych eliminacjach | Wyniki w poszczególnych eliminacjach | Wyniki w poszczególnych eliminacjach | Wyniki w poszczególnych eliminacjach | Wyniki w poszczególnych eliminacjach | Wyniki w poszczególnych eliminacjach | Wyniki w poszczególnych eliminacjach | Wyniki w poszczególnych eliminacjach | Wyniki w poszczególnych eliminacjach | Wyniki w poszczególnych eliminacjach | Wyniki w poszczególnych eliminacjach | Wyniki w poszczególnych eliminacjach | Wyniki w poszczególnych eliminacjach | Pkt. | Msc. |
| ---- | ------------------------------ | --------------- | ---------------------------------- | ------------------------------------ | ------------------------------------ | ------------------------------------ | ------------------------------------ | ------------------------------------ | ------------------------------------ | ------------------------------------ | ------------------------------------ | ------------------------------------ | ------------------------------------ | ------------------------------------ | ------------------------------------ | ------------------------------------ | ------------------------------------ | ------------------------------------ | ------------------------------------ | ---- | ---- |
| 1980 |                                |                 |                                    | Argentyna                            | Brazylia                             |                                      | Stany Zjednoczone                    | Belgia                               | Monako                               | Francja                              | Wielka Brytania                      | Niemcy                               | Austria                              | Holandia                             | Włochy                               | Kanada                               | Stany Zjednoczone                    |                                      |                                      | 0    | NS   |
| 1980 | Marlboro Team Alfa Romeo       | Alfa Romeo 179  | Alfa Romeo 1260 3.0 V12            | -                                    | -                                    | -                                    | -                                    | -                                    | -                                    | -                                    | -                                    | -                                    | -                                    | -                                    | -                                    | NU                                   | NU                                   |                                      |                                      | 0    | NS   |
| 1981 |                                |                 |                                    | Stany Zjednoczone                    | Brazylia                             | Argentyna                            | San Marino                           | Belgia                               | Monako                               |                                      | Francja                              | Wielka Brytania                      | Niemcy                               | Austria                              | Holandia                             | Włochy                               | Kanada                               | Stany Zjednoczone                    |                                      | 1    | 18   |
| 1981 | Marlboro McLaren International | McLaren M29F    | Ford DFV 3.0 V8                    | NU                                   | NU                                   | 11                                   | -                                    | -                                    | -                                    | -                                    | -                                    | -                                    | -                                    | -                                    | -                                    | -                                    | -                                    | -                                    |                                      | 1    | 18   |
| 1981 | Marlboro McLaren International | McLaren M29C    | Ford DFV 3.0 V8                    | -                                    | -                                    | -                                    | 6                                    | NU                                   | -                                    | -                                    | -                                    | -                                    | -                                    | -                                    | -                                    | -                                    | -                                    | -                                    |                                      | 1    | 18   |
| 1981 | Marlboro McLaren International | McLaren MP4     | Ford DFV 3.0 V8                    | -                                    | -                                    | -                                    | -                                    | -                                    | NU                                   | NU                                   | 11                                   | NU                                   | NU                                   | 8                                    | NW                                   | 7                                    | NU                                   | 12                                   |                                      | 1    | 18   |
| 1982 |                                |                 |                                    |                                      | Brazylia                             | Stany Zjednoczone                    | San Marino                           | Belgia                               | Monako                               | Stany Zjednoczone                    | Kanada                               | Holandia                             | Wielka Brytania                      | Francja                              | Niemcy                               | Austria                              | Szwajcaria                           | Włochy                               | Stany Zjednoczone                    | 5    | 17   |
| 1982 | Marlboro Team Alfa Romeo       | Alfa Romeo 179D | Alfa Romeo 1260 3.0 V12            | 13                                   | -                                    | -                                    | -                                    | -                                    | -                                    | -                                    | -                                    | -                                    | -                                    | -                                    | -                                    | -                                    | -                                    | -                                    | -                                    | 5    | 17   |
| 1982 | Marlboro Team Alfa Romeo       | Alfa Romeo 182  | Alfa Romeo 1260 3.0 V12            | -                                    | NU                                   | NU                                   | NU                                   | NU                                   | -                                    | NU                                   | 6                                    | NU                                   | NU                                   | NU                                   | NU                                   | NU                                   | 10                                   | 10                                   | 9                                    | 5    | 17   |
| 1982 | Marlboro Team Alfa Romeo       | Alfa Romeo 182B | Alfa Romeo 1260 3.0 V12            | -                                    | -                                    | -                                    | -                                    | -                                    | 3                                    | -                                    | -                                    | -                                    | -                                    | -                                    | -                                    | -                                    | -                                    | -                                    | -                                    | 5    | 17   |
| 1983 |                                |                 |                                    | Brazylia                             | Stany Zjednoczone                    | Francja                              | San Marino                           | Monako                               | Belgia                               | Stany Zjednoczone                    | Kanada                               | Wielka Brytania                      | Niemcy                               | Austria                              | Holandia                             | Włochy                               | Unia Europejska                      |                                      |                                      | 15   | 8    |
| 1983 | Marlboro Team Alfa Romeo       | Alfa Romeo 183T | Alfa Romeo 890T 1.5 V8T            | WYK                                  | NU                                   | 12                                   | NU                                   | NU                                   | NU                                   | NU                                   | NU                                   | 8                                    | 2                                    | NU                                   | NU                                   | NU                                   | 4                                    | 2                                    |                                      | 15   | 8    |
| 1984 |                                |                 |                                    | Brazylia                             |                                      | Belgia                               | San Marino                           | Francja                              | Monako                               | Kanada                               | Stany Zjednoczone                    | Stany Zjednoczone                    | Wielka Brytania                      | Niemcy                               | Austria                              | Holandia                             | Włochy                               | Unia Europejska                      | Portugalia                           | 3    | 18   |
| 1984 | Ligier Loto                    | Ligier JS23     | Renault EF4 1.5 V6T                | NU                                   | 5                                    | NU                                   | 6                                    | 10                                   | NU                                   | NU                                   | NU                                   | NU                                   | 10                                   | 7                                    | NU                                   | NU                                   | NU                                   | -                                    | -                                    | 3    | 18   |
| 1984 | Ligier Loto                    | Ligier JS23B    | Renault EF4 1.5 V6T                | -                                    | -                                    | -                                    | -                                    | -                                    | -                                    | -                                    | -                                    | -                                    | -                                    | -                                    | -                                    | -                                    | -                                    | 7                                    | 12                                   | 3    | 18   |
| 1985 |                                |                 |                                    | Brazylia                             | Portugalia                           | San Marino                           | Monako                               | Kanada                               | Stany Zjednoczone                    | Francja                              | Wielka Brytania                      | Niemcy                               | Austria                              | Holandia                             | Włochy                               | Belgia                               | Unia Europejska                      |                                      | Australia                            | 3    | 17   |
| 1985 | Equipe Ligier Gitanes          | Ligier JS25     | Renault EF4B 1.5 V6T               | NU                                   | NU                                   | NU                                   | 4                                    | 14                                   | 10                                   | NU                                   | NU                                   | NU                                   | NU                                   | NU                                   | -                                    | -                                    | -                                    | -                                    | -                                    | 3    | 17   |
| 1986 |                                |                 |                                    | Brazylia                             | Hiszpania                            | San Marino                           | Monako                               | Belgia                               | Kanada                               | Stany Zjednoczone                    | Francja                              | Wielka Brytania                      | Niemcy                               | Węgry                                | Austria                              | Włochy                               | Portugalia                           | Meksyk                               | Australia                            | 0    | 24   |
| 1986 | Minardi Team                   | Minardi M185B   | Motori Moderni Tipo 615-90 1.5 V6T | NU                                   | NU                                   | NU                                   | NZ                                   | NU                                   | NU                                   | NU                                   | NU                                   | NU                                   | NU                                   | -                                    | -                                    | -                                    | -                                    | -                                    | -                                    | 0    | 24   |
| 1986 | Minardi Team                   | Minardi M186    | Motori Moderni Tipo 615-90 1.5 V6T | -                                    | -                                    | -                                    | -                                    | -                                    | -                                    | -                                    | -                                    | -                                    | -                                    | NU                                   | NU                                   | NU                                   | NU                                   | 8                                    | NU                                   | 0    | 24   |
| 1987 |                                |                 |                                    | Brazylia                             | San Marino                           | Belgia                               | Monako                               | Stany Zjednoczone                    | Francja                              | Wielka Brytania                      | Niemcy                               | Węgry                                | Austria                              | Włochy                               | Portugalia                           | Hiszpania                            | Meksyk                               | Japonia                              | Australia                            | 4    | 14   |
| 1987 | Motor Racing Developments Ltd. | Brabham BT56    | BMW M12/13 1.5 R4T                 | NU                                   | NU                                   | 3                                    | NU                                   | NU                                   | NU                                   | NU                                   | NU                                   | NU                                   | NU                                   | NU                                   | NU                                   | NU                                   | NU                                   | NU                                   | 8                                    | 4    | 14   |
| 1988 |                                |                 |                                    | Brazylia                             | San Marino                           | Monako                               | Meksyk                               | Kanada                               | Stany Zjednoczone                    | Francja                              | Wielka Brytania                      | Niemcy                               | Węgry                                | Belgia                               | Włochy                               | Portugalia                           | Hiszpania                            | Japonia                              | Australia                            | 3    | 15   |
| 1988 | Rial Racing                    | Rial ARC1       | Ford DFZ 3.5 V8                    | NU                                   | NU                                   | NU                                   | NU                                   | 9                                    | 4                                    | 10                                   | NU                                   | 13                                   | NU                                   | NU                                   | NU                                   | NU                                   | NU                                   | NU                                   | 8                                    | 3    | 15   |
| 1989 |                                |                 |                                    | Brazylia                             | San Marino                           | Monako                               | Meksyk                               | Stany Zjednoczone                    | Kanada                               | Francja                              | Wielka Brytania                      | Niemcy                               | Węgry                                | Belgia                               | Włochy                               | Portugalia                           | Hiszpania                            | Japonia                              | Australia                            | 4    | 16   |
| 1989 | BMS Scuderia Italia            | Dallara F189    | Ford DFR 3.5 V8                    | 13                                   | 10                                   | 13                                   | NU                                   | NU                                   | 3                                    | NZ                                   | NU                                   | 7                                    | NU                                   | 11                                   | NU                                   | NU                                   | 7                                    | 10                                   | NU                                   | 4    | 16   |
| 1990 |                                |                 |                                    | Stany Zjednoczone                    | Brazylia                             | San Marino                           | Monako                               | Kanada                               | Meksyk                               | Francja                              | Wielka Brytania                      | Niemcy                               | Węgry                                | Belgia                               | Włochy                               | Portugalia                           | Hiszpania                            | Japonia                              | Australia                            | 0    | 27   |
| 1990 | BMS Scuderia Italia            | Dallara F190    | Ford DFR 3.5 V8                    | NU                                   | NU                                   | NU                                   | NU                                   | NU                                   | 13                                   | DK                                   | NU                                   | NZ                                   | NU                                   | NU                                   | 10                                   | NU                                   | NU                                   | NU                                   | NU                                   | 0    | 27   |
| 1991 |                                |                 |                                    | Stany Zjednoczone                    | Brazylia                             | San Marino                           | Monako                               | Kanada                               | Meksyk                               | Francja                              | Wielka Brytania                      | Niemcy                               | Węgry                                | Belgia                               | Włochy                               | Portugalia                           | Hiszpania                            | Japonia                              | Australia                            | 9    | 9    |
| 1991 | Team 7UP Jordan                | Jordan 191      | Ford HB4 3.5 V8                    | NPK                                  | NU                                   | NU                                   | NU                                   | 4                                    | 4                                    | 6                                    | NU                                   | 5                                    | 7                                    | 13                                   | 7                                    | 8                                    | NU                                   | NU                                   | 8                                    | 9    | 9    |
| 1992 |                                |                 |                                    |                                      | Meksyk                               | Brazylia                             | Hiszpania                            | San Marino                           | Monako                               | Kanada                               | Francja                              | Wielka Brytania                      | Niemcy                               | Węgry                                | Belgia                               | Włochy                               | Portugalia                           | Japonia                              | Australia                            | 8    | 9    |
| 1992 | Tyrrell Racing Organisation    | Tyrrell 020B    | Ilmor 2175A 3.5 V10                | NU                                   | 5                                    | NU                                   | NU                                   | 14                                   | NU                                   | 5                                    | NU                                   | NU                                   | NU                                   | 8                                    | 8                                    | 6                                    | 9                                    | 4                                    | NU                                   | 8    | 9    |
| 1993 |                                |                 |                                    |                                      | Brazylia                             | Unia Europejska                      | San Marino                           | Hiszpania                            | Monako                               | Kanada                               | Francja                              | Wielka Brytania                      | Niemcy                               | Węgry                                | Belgia                               | Włochy                               | Portugalia                           | Japonia                              | Australia                            | 0    | 27   |
| 1993 | Tyrrell Racing Organisation    | Tyrrell 020C    | Yamaha OX10A 3.5 V10               | NU                                   | NU                                   | NU                                   | NU                                   | DK                                   | 10                                   | NU                                   | 15                                   | -                                    | -                                    | -                                    | -                                    | -                                    | -                                    | -                                    | -                                    | 0    | 27   |
| 1993 | Tyrrell Racing Organisation    | Tyrrell 021     | Yamaha OX10A 3.5 V10               | -                                    | -                                    | -                                    | -                                    | -                                    | -                                    | -                                    | -                                    | NS                                   | NU                                   | 11                                   | NU                                   | 13                                   | 12                                   | NU                                   | 13                                   | 0    | 27   |
| 1994 |                                |                 |                                    | Brazylia                             |                                      | San Marino                           | Monako                               | Hiszpania                            | Kanada                               | Francja                              | Wielka Brytania                      | Niemcy                               | Węgry                                | Belgia                               | Włochy                               | Portugalia                           | Unia Europejska                      | Japonia                              | Australia                            | 4    | 19   |
| 1994 | Sasol Jordan                   | Jordan 194      | Hart 1035 3.5 V10                  | -                                    | -                                    | NU                                   | 4                                    | -                                    | -                                    | -                                    | -                                    | -                                    | -                                    | -                                    | -                                    | -                                    | -                                    | -                                    | -                                    | 4    | 19   |
| 1994 | Sauber Mercedes                | Sauber C13      | Mercedes 2175B 3.5 V10             | -                                    | -                                    | -                                    | -                                    | -                                    | NU                                   | 6                                    | NU                                   | NU                                   | NU                                   | NU                                   | NU                                   | NU                                   | NU                                   | -                                    | -                                    | 4    | 19   |